# Elmar Borrmann
Elmar Borrmann (Stuttgart, 1957. január 18. –) olimpiai és világbajnok német párbajtőrvívó.